# Cupra Born
El Cupra Born es un automóvil de turismo del segmento C producido por el fabricante español Cupra desde 2021, siendo el primer automóvil eléctrico de la compañía. Este modelo fue presentado en mayo de 2021 en Barcelona. Estaba previsto que empezara a producirse desde el otoño de ese mismo año.

## Presentación
El CUPRA Born fue presentado en mayo del 2021 como el primer modelo eléctrico de la marca y también de la compañía subsidiaria del Grupo Volkswagen. Se trata de un modelo compacto con un carácter deportivo. De su interior destacan principalmente los asientos, hechos a base de materiales reciclados extraídos del Mar Mediterráneo.
El nombre utilizado para este modelo hace referencia al barrio del paseo del Borne (Barcelona). Este nombre inicial fue elegido por la coincidencia de realizar un juego de palabras: "El -" sirve para identificarlo como eléctrico, mientras que "Born" suena parecido a la palabra borne, relacionado con las baterías de los automóviles. A pesar de tener ese nombre, no se ha perdido la tradición de utilizar un nombre en relación con topónimos de la geografía española, en este caso un barrio catalán. Finalmente, el nombre final del modelo sería CUPRA Born, con el objetivo de simplificarlo para los mercados internacionales.

### Producción
Su desarrollo se basa en la plataforma MEB del Grupo Volkswagen, el cual se fabrica en la planta de Zwickau, Alemania desde septiembre de 2021, junto con el ID de Volkswagen, con el que comparte la misma plataforma, siendo éste el primer coche 100% eléctrico desarrollado por SEAT que se comercializara bajo logotipo Cupra. El modelo sufrió unas leves modificaciones estéticas dotándolo de una imagen más deportiva con unos paragolpes distintos y que se comercializara en el año 2021.

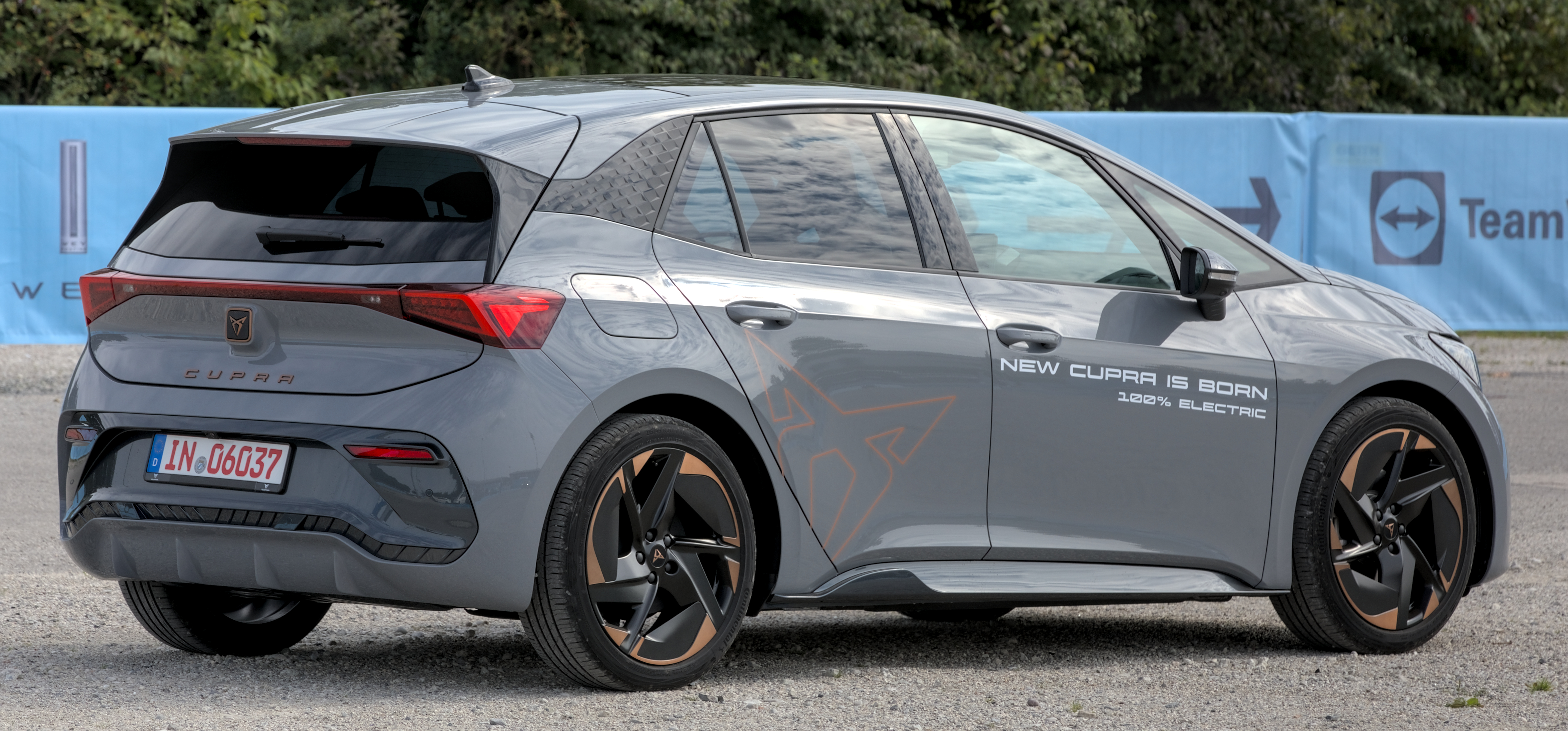
Vista lateral-trasera en el Salón del Automóvil de Fráncfort de 2021.
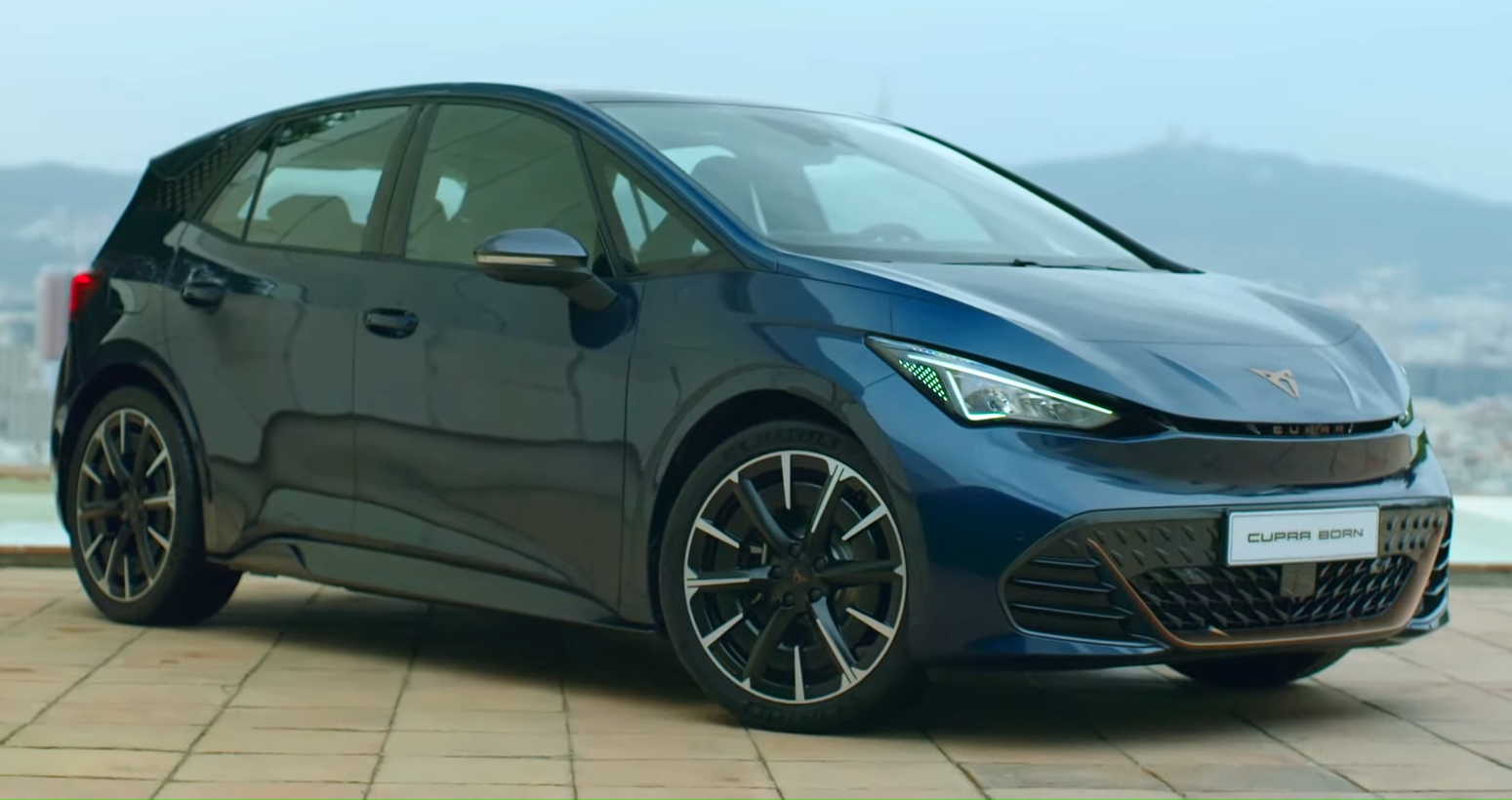
Modelo 2021.
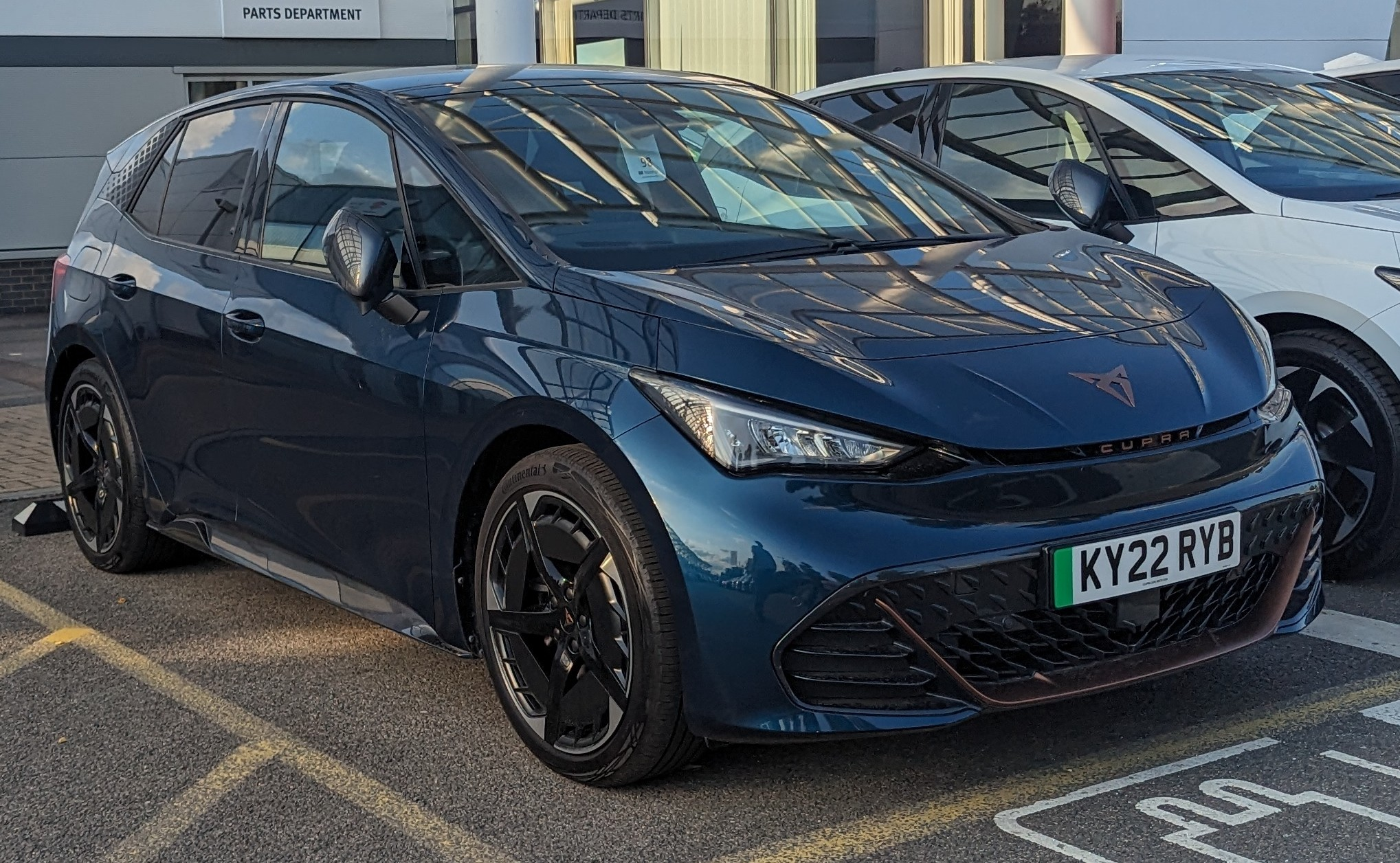
Modelo 2022.
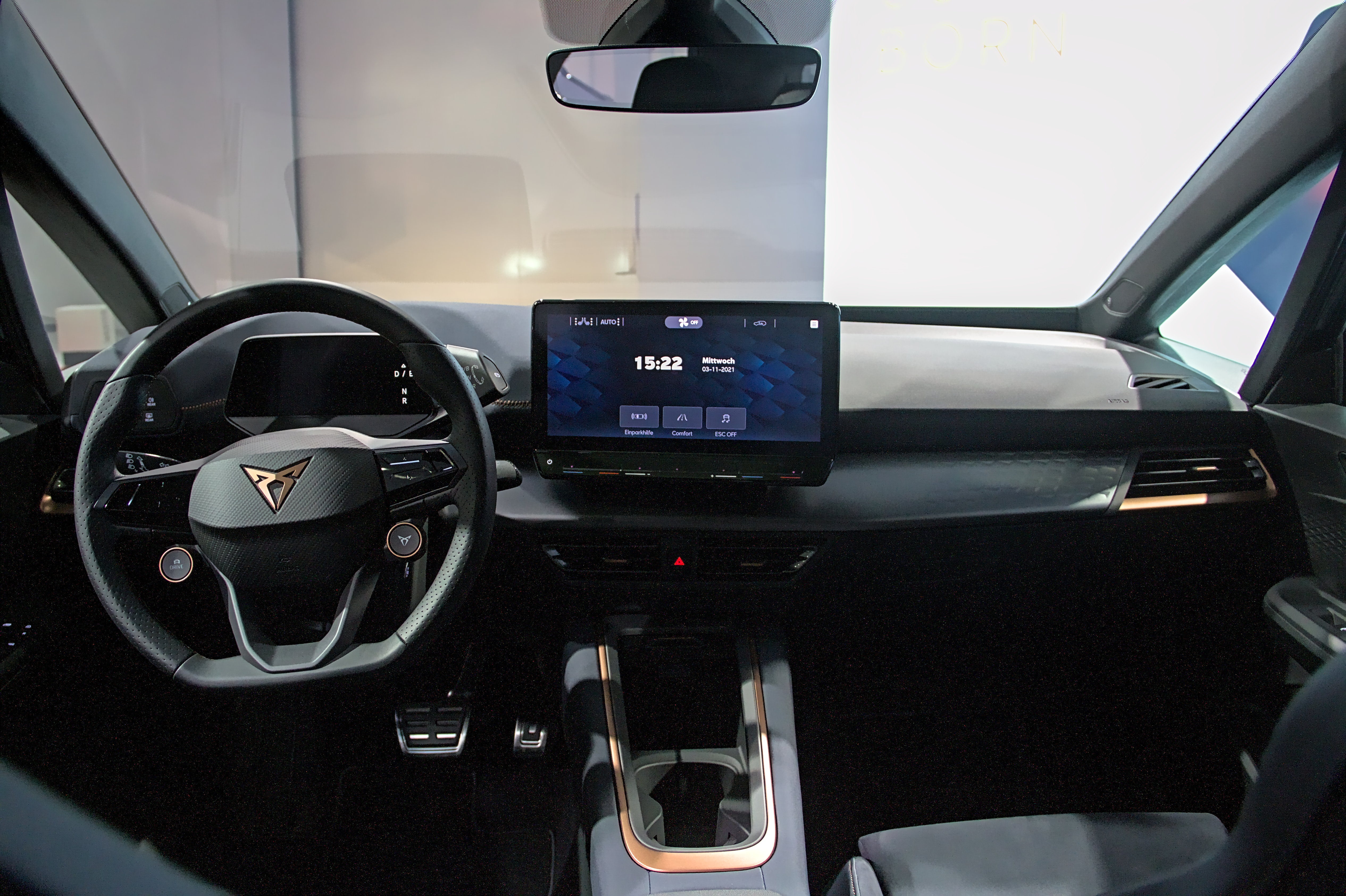
Interior en el Salón del automóvil de Zúrich de 2021.

### Motorizaciones
El CUPRA Born se estrena con dos opciones de motorizaciones eléctricas: una de 150CV y 350 km de autonomía, y una segunda de  204 CV, que homologa 427 km de autonomía.

## Seguridad
En 2022, el Cupra Born realizó las pruebas de choque de la EuroNCAP y consiguió una calificación de 5 estrellas:
| Ocupantes adultos:         | 93 % |
| Ocupantes infantiles:      | 89 % |
| Peatones:                  | 73 % |
| Asistencia a la seguridad: | 80 % |

## Prototipo
El primer prototipo fue anunciado el 28 de febrero de 2019 por SEAT y fue mostrado por primera vez en el Salón del Automóvil de Ginebra de 2019 como SEAT el-Born Concept, un vehículo eléctrico catalogado en el segmento C. En un inicio, la compañía anunció que la autonomía del modelo prototipo estaría alrededor de 420 km aproximados, y su motor eléctrico contaría con 204 CV.

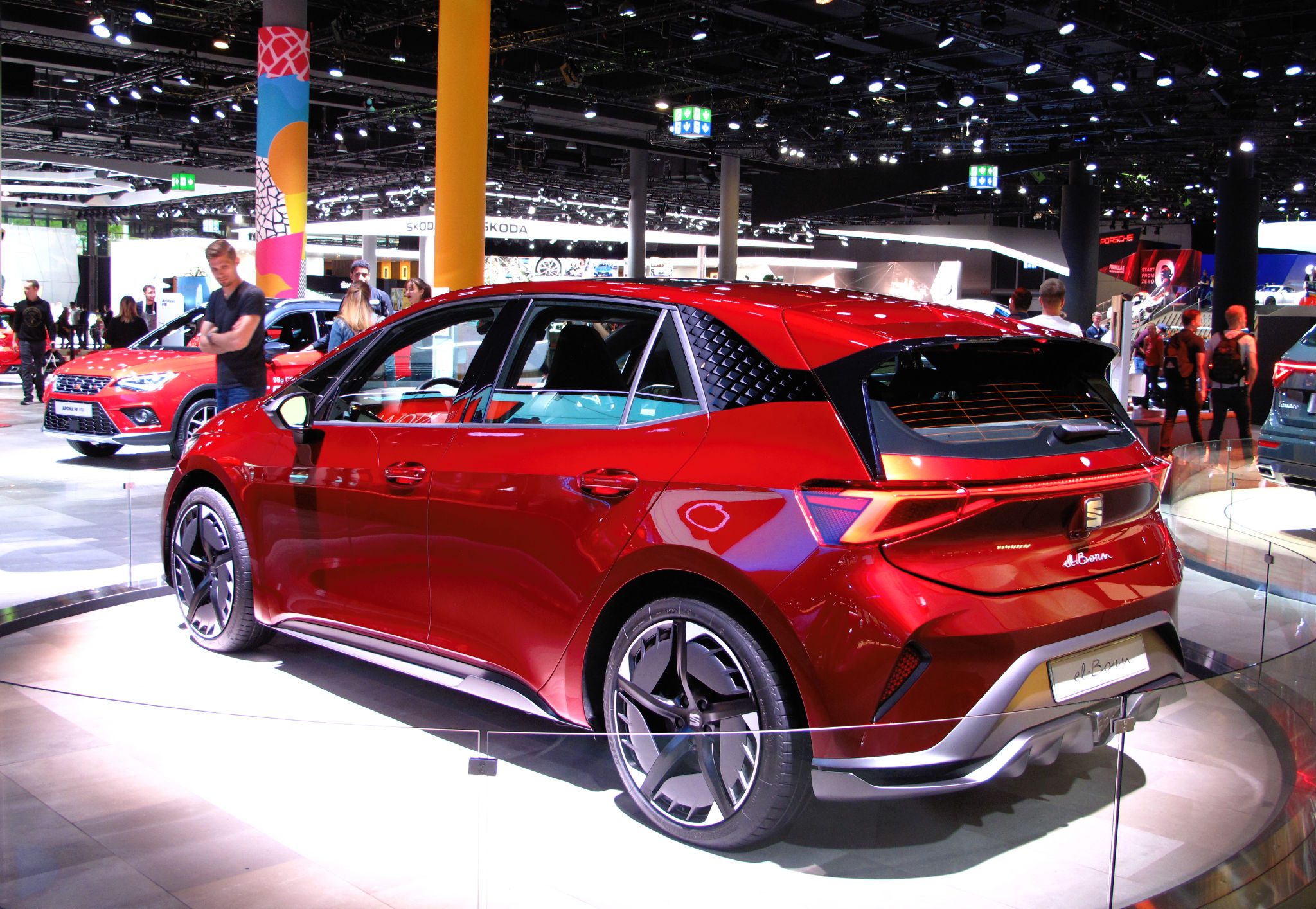
Vista trasera del concepto.
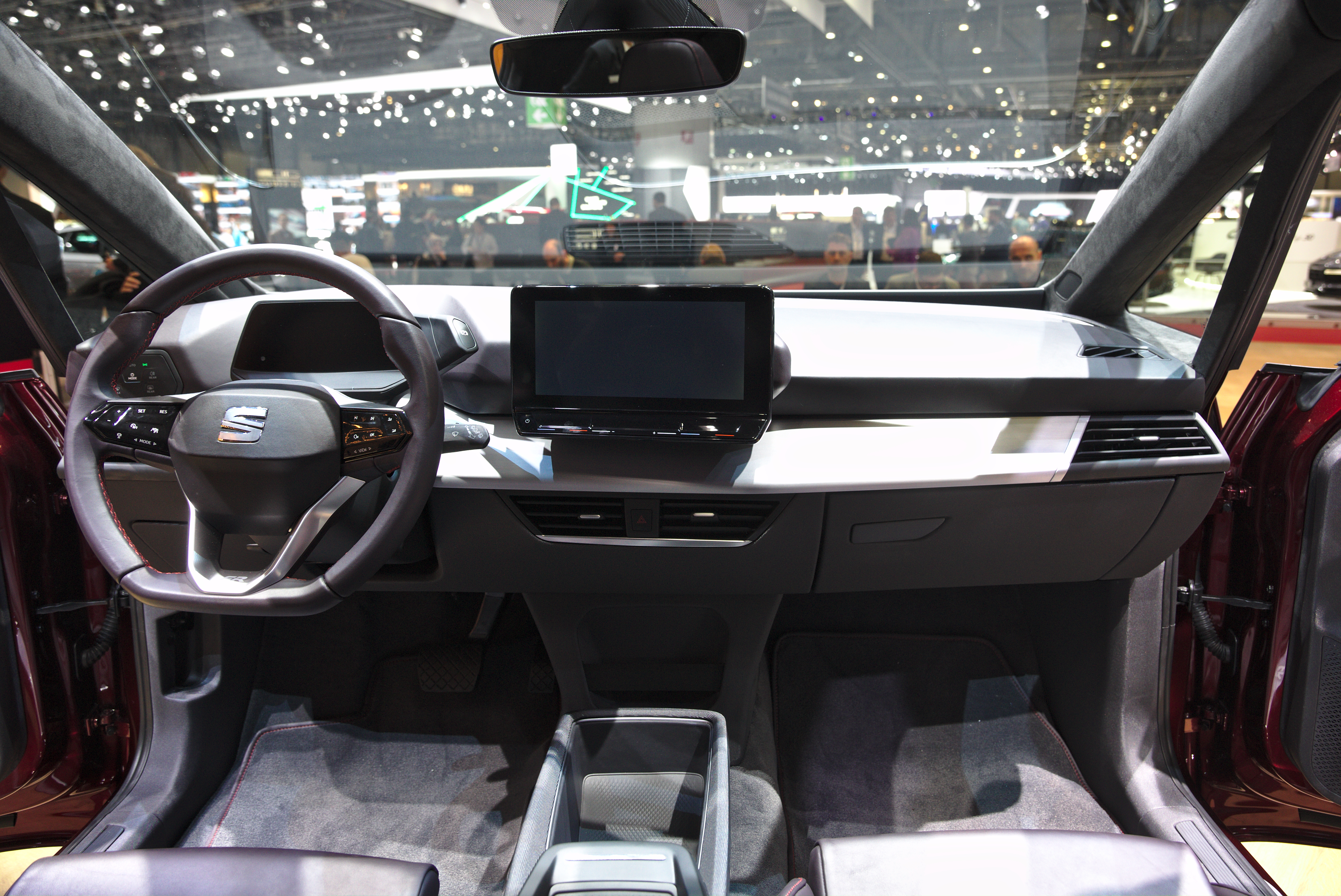
Vista del interior.
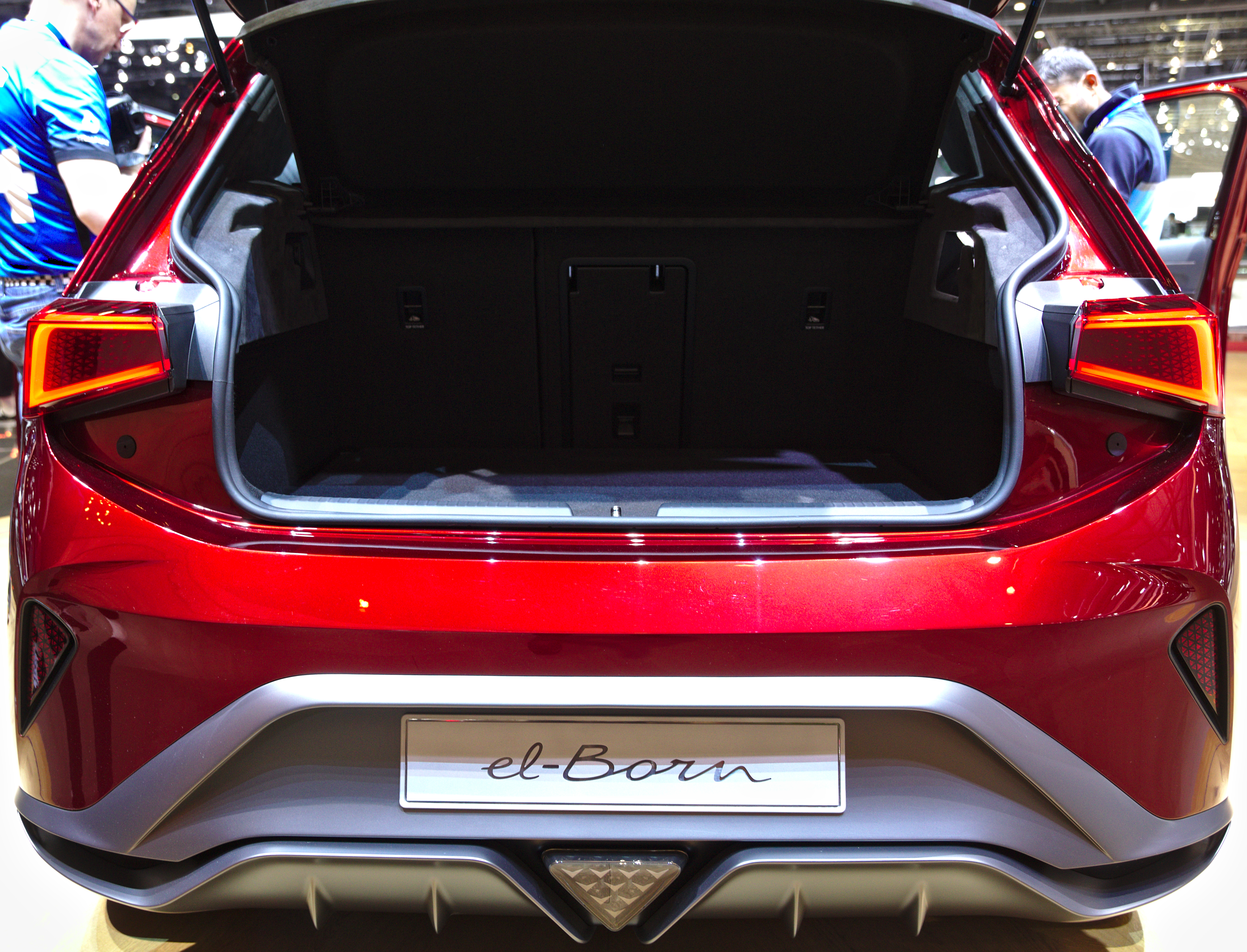
Vista de la cajuela.